# Bae Su-ah
Bae Su-ah (* 1965 in Seoul) ist eine südkoreanische Schriftstellerin.

## Leben
Bae wurde 1965 in Seoul geboren. In der Oberschule fing sie an, kurze Erzählungen zu schreiben. Über ihre Schreibübungszeit sagt sie: „Meine ersten Erzählungen waren kindisch wie Comics, vom Inhalt her, aber damals fand ich sie witzig für mich allein. Aber ich habe nicht gedacht, dass ich Schriftstellerin werde. Etwas anderes werde ich tun, dachte ich. Es kam mir irgendwie zu stereotypisch vor, hauptberuflich Romane zu schreiben“.
Während der Schulzeit fand sie kein Interesse am Unterricht und verbrachte diese ruhig und allein mit Lesen. Danach studierte sie Chemie an der Ewha Womans University und führte lange ein „Leben ohne Lesen und Schreiben“. Nach dem Abschluss stieg sie ins Berufsleben als Beamtin ein. Eines Tages im Jahre 1993 fand sie ein Preisausschreiben für Nachwuchsschriftsteller in der Winterausgabe der Literaturzeitschrift Prosa und Denken (Sosŏl-gwa sasang), die sie zufällig in die Hand nahm, weil sie deren Umschlag hübsch fand. Anschließend gewann ihre Erzählung Dunkles Zimmer 1988 den Preis dieses Wettbewerbs, was ihr Debüt als Schriftstellerin ausmachte. Danach übte sie lange ihre beiden Tätigkeiten – als Beamtin und als Schriftstellerin – parallel aus.
Seit ihrem Debüt zog jedes ihrer Werke die Aufmerksamkeit der Kritik auf sich. Das lag vor allem daran, dass sie das Stadtleben mit ihrem typischen Zynismus und einem scharfen und sinnlichen Stil darstellte.
Vor einigen Jahren kündigte sie ihren Job als Beamtin und wählte den Weg als hauptberufliche Schriftstellerin. Während mehrerer Aufenthalte in Deutschland lernte sie Deutsch und schreibt nun auch auf Deutsch. Eine der Früchte ihrer Erlebnisse in Deutschland ist der Roman Schreibtisch des Essayisten. Als Bae in der koreanischen Literaturszene bekannt wurde, richtete sich das Interesse nicht nur auf ihren provokativen und zynischen Schreibstil, sondern auch auf ihren ungewöhnlichen Beruf. Zunächst arbeitete sie im Verteidigungsministerium, dann am Flughafen, wo ihr aufgrund ihrer wenigen Urlaubstage keine lange Reise möglich war.
Als Schriftstellerin fliegt sie frei zwischen Deutschland und Südkorea hin und her und schreibt in den Sprachen beider Länder. Durch ihre Deutschlanderlebnisse wurden ihre Romane noch solider, kühler und philosophischer. Sie beschreibt sich als eine Person, die noch nie ein sicheres und gemeinschaftliches Leben führte.
„Ich bin unter häufigen Gewalttaten aufgewachsen“. „Ich konnte mich im Leben nie auf etwas vorbereiten. Ich habe niemals Geld für später gespart, hatte immer schlechte Noten in der Schule und keine Freunde sowie keinen Menschen, der mir in wirklicher Not helfen konnte, ohne weiter nachzufragen.“ Nun als Schriftstellerin – ein Beruf, der nie ein Kindheitstraum von ihr gewesen war – gesteht sie, dass sie langsam ihr verstecktes Ego entdecken konnte. Durch das Schreiben von Romanen lernte sie sich selbst zu lieben.
Eine Hauptfigur aus einem ihrer Romane sagt: „Bis 40 werde ich nur noch lesen und allein lernen, außer wenn ich für meinen Lebensunterhalt Geld verdienen muss. Bis 40 werde ich mich auf Lernen konzentrieren, ohne zu beachten, was auf der Welt passiert. Bis 40 werde ich ausschließlich vom Lernen besessen sein. […] Ehe oder Liebe brauche ich nicht und werde mir streng vorwerfen, falls mir einen Moment danach sein sollte, auf andere Menschen einzugehen. Wenn ich aber nach einer Weile endlich 40 werde, werde ich mein Studium an der von mir gegründeten Universität abschließen. Dass ich dann als ein viel freieres und klareres Wesen als jetzt auftrete, daran will ich nicht zweifeln.“

## Arbeiten

### Erzählbände
- 푸른 사과가 있는 국도 (Landstraße mit grünen Äpfeln) Chakka chŏngsin, Seoul 1992
- 바람 인형 (Windpuppe) Munhak-kwa chisŏngsa, Seoul 1996
- 심야통신 (Kommunikation in der tiefen Nacht) Haenaem, Seoul 1998
- 소설집 NO.4 (Erzählungsband No. 4.) Thinking Tree, Seoul 2001

### Romane
- 랩소디 인 블루 (Rhapsody in Blue) Koreawon, Seoul 1995
- 부주의한 사랑 (Unvorsichtige Liebe) Munhakdongne, Seoul 1996
- 철수 (Chŏlsu) Chakka chŏngsin, Seoul 1998
- 붉은 손 클럽 (Club der roten Hände) Haenaem, Seoul 2000
- 나는 이제 니가 지겨워 (Nun langweilst du mich) Irŭm, Seoul 2000
- 이바나 (Ibana) Imago, Seoul 2002
- 동물원킨트 (Zookind) Igasŏ, Seoul 2003
- 에세이스트의 책상 (Schreibtisch des Essayisten) Munhak dongne, Seoul 2003
- 일요일 스키야키 식당 (Sukiyaki-Restaurant am Sonntag) Munhak-kwa chisŏngsa, Seoul 2003
- 독학자 (Autodidakt) Yŏllimwon, Seoul 2004

### Deutsch
- Ein Rudel schwarzer Wölfe. in: Sohyun Ahn (Hrsg.): Ein ganz einfaches gepunktetes Kleid. Übersetzung Heidi Kang. Pendragon, Bielefeld 2004, ISBN 9783934872578.
- Auch in Zürich wird der Mond angebetet, in: NZZ, 24. Dezember 2018, S. 19
- Weiße Nacht. Roman. Übersetzung Sebastian Bring. Suhrkamp Verlag, Berlin 2021, ISBN 978-3-518-43017-0.[4]

## Auszeichnungen
- 2003: Hankook-Ilbo-Literaturpreis
- 2004: Tongsŏ-Literaturpreis
- 2018: Writer in Residence in Zürich[5], eingeladen vom Literaturhaus Zürich und der Stiftung PWG